# Jiří Vlasák
Jiří Vlasák (14. ledna 1932 – 3. září 2005) byl český fotbalista, záložník.

## Fotbalová kariéra
V československé lize hrál za Spartak Hradec Králové a Dynamo Praha. Nastoupil ve 127 ligových utkáních a dal 6 gólů. Finalista Spartakiádního poháru 1960 a Československého poháru 1963.

## Ligová bilance
| Ročník                                     | Zápasy | Góly | Klub                   |
| ------------------------------------------ | ------ | ---- | ---------------------- |
| 1. československá fotbalová liga 1956      | 7      | 1    | Spartak Hradec Králové |
| 1. československá fotbalová liga 1957/1958 | 33     | 0    | Dynamo Praha           |
| 1. československá fotbalová liga 1958/1959 | 25     | 3    | Dynamo Praha           |
| 1. československá fotbalová liga 1959/1960 | 26     | 2    | Dynamo Praha           |
| 1. československá fotbalová liga 1960/1961 | 25     | 0    | Dynamo Praha           |
| 1. československá fotbalová liga 1962/1963 | 11     | 0    | Dynamo Praha           |
| CELKEM                                     | 127    | 6    |                        |